# Håby socken
Håby socken i Bohuslän ingick i Tunge härad, ingår sedan 1971 i Munkedals kommun och motsvarar från 2016 Håby distrikt.
Socknens areal är 38,40 kvadratkilometer, varav land 35,29. År 2000 fanns här 489 invånare. Kyrkbyn Håby med sockenkyrkan Håby kyrka ligger i socknen. 

## Administrativ historik
Håby socken har medeltida ursprung. 
Vid kommunreformen 1862 övergick socknens ansvar för de kyrkliga frågorna till Håby församling och för de borgerliga frågorna bildades Håby landskommun. Landskommunen inkorporerades 1952 i Munkedals landskommun som 1971 ombildades till Munkedals kommun. Församlingen uppgick 2006 i Foss församling.
1 januari 2016 inrättades distriktet Håby, med samma omfattning som församlingen hade 1999/2000.  
Socknen har tillhört län, fögderier, tingslag och domsagor enligt vad som beskrivs i artikeln Tunge härad. De indelta soldaterna tillhörde Bohusläns regemente, Stångenäs kompani och de indelta båtsmännen tillhörde 1:a Bohusläns båtsmanskompani.

## Geografi och natur
Håby socken ligger nordväst om Uddevalla mellan inre Gullmarn och Kärnsjön. Socknen är en småkuperad odlingsbygd i söder och höglänt skogsbygd i norr.
I socknen finns det kommunala naturreservatet Södra Harska. Största insjö är Kärnsjön som delas med Svarteborgs och Hede socknar.
En sätesgård var Torps herrgård.

## Fornlämningar
Nära 60 boplatser från stenåldern har påträffats. Från bronsåldern finns gravrösen. Från järnåldern finns några gravfält.
Ovanför Örekilsälven och Torps herrgård ligger Torps gravfält med ungefär hundra gravar. Vid gravfältet finns även en av Bohusläns största långhögar.

## Befolkningsutveckling
| Befolkningsutveckling i Håby socken 1571-1900                                                | Befolkningsutveckling i Håby socken 1571-1900 | Befolkningsutveckling i Håby socken 1571-1900 | Befolkningsutveckling i Håby socken 1571-1900 | Befolkningsutveckling i Håby socken 1571-1900 |
| -------------------------------------------------------------------------------------------- | --------------------------------------------- | --------------------------------------------- | --------------------------------------------- | --------------------------------------------- |
|                                                                                              |                                               |                                               |                                               |                                               |
| År                                                                                           |                                               |                                               | Invånare                                      |                                               |
| 1571                                                                                         | 1571                                          |                                               | 152                                           | 152                                           |
| 1620                                                                                         | 1620                                          |                                               | 237                                           | 237                                           |
| 1699                                                                                         | 1699                                          |                                               | 417                                           | 417                                           |
| 1718                                                                                         | 1718                                          |                                               | 417                                           | 417                                           |
| 1735                                                                                         | 1735                                          |                                               | 610                                           | 610                                           |
| 1751                                                                                         | 1751                                          |                                               | 595                                           | 595                                           |
| 1780                                                                                         | 1780                                          |                                               | 700                                           | 700                                           |
| 1805                                                                                         | 1805                                          |                                               | 780                                           | 780                                           |
| 1830                                                                                         | 1830                                          |                                               | 1 203                                         | 1 203                                         |
| 1850                                                                                         | 1850                                          |                                               | 1 439                                         | 1 439                                         |
| 1865                                                                                         | 1865                                          |                                               | 1 365                                         | 1 365                                         |
| 1880                                                                                         | 1880                                          |                                               | 1 215                                         | 1 215                                         |
| 1900                                                                                         | 1900                                          |                                               | 905                                           | 905                                           |
| Källa: Andersson Palm, Lennart (2000). Folkmängden i Sveriges socknar och kommuner 1571-1997 |                                               |                                               |                                               |                                               |

Befolkningen ökade från 759 1810 till 1439 1850 varefter den minskade till 419 1980 då den var som lägst under 1900-talet.

## Namnet
Namnet skrevs 1391 Haughbya och har sitt namn efter kyrkbyn. Namnet innehåller haug, 'hög' och by, 'gård; by'.